# Epaminonda Ceccarelli
Epaminonda Ceccarelli, noto anche con lo pseudonimo di Nanni (Ravenna, 18 gennaio 1925 – Cesena, 24 novembre 2011), è stato un ingegnere e progettista italiano.

## Biografia
Ceccarelli nasce a Ravenna il 18 gennaio 1925, figlio unico di Giovanni Ceccarelli, capomastro, e Oliva Zavaglia, impiegata alle poste.
Fin da giovane si dedica allo sport, praticando aeromodellismo, tiro a segno con la pistola, nuoto e vela.
Diventa geometra nel 1943 e l'anno successivo si diploma al liceo scientifico per poter accedere all'università. In piena fase di ricostruzione post bellica inizia la sua attività progettando abitazioni e ponti. Nel 1952 si laurea in Ingegneria all'Università di Bologna con una tesi in Costruzione Aeronautica e, un anno dopo, frequenta la Scuola Superiore di Ingegneria Aeronautica a Roma.
Dal 1954 avvia il suo studio a Ravenna. 
Inizia a dedicarsi ai progetti di design nautico nel 1948, fino a progettare derive a restrizione come lo SNIPE, utilizzata per le regate fino al 1964 ottenendo premi internazionali e nazionali. 

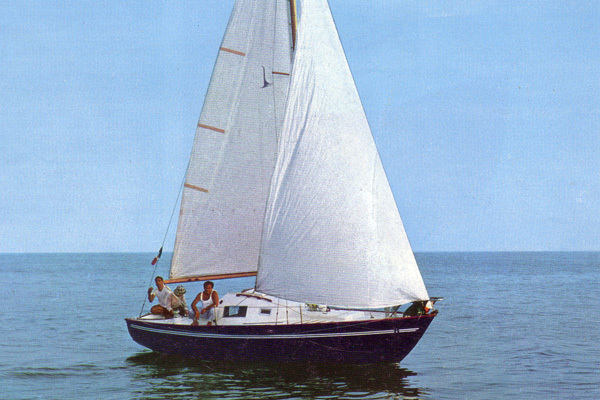
Modello Classis-26

Ceccarelli concepisce l'idea di una nautica da diporto “sociale”, cercando di rendere questa attività accessibile ad un pubblico più vasto. Convinto sostenitore dell'industrializzazione del settore, nel 1967 realizza in serie la prima imbarcazione italiana a vela in vetroresina rinforzata: il Classis 26. Suo è il modello EC26, il primo prototipo a vela nella storia della nautica italiana a vincere la regata d'altura della Settimana Internazionale di La Rochelle (1973).
Al Salone Nautico Internazionale di Genova del 1972 apre uno stand di progettazione. Firma numerosi progetti architettonici per abitazioni civili, strutture industriali e portuali curando ogni aspetto della creazione: dalla direzione lavori, fino al disegno dei dettagli e degli arredi.
Nel settore portuale progetta il porto turistico di Marina di Cervia, realizza la sede a mare del Circolo Velico Ravennate e del Ravenna Yacht Club.
Nell’ambito dell’edilizia vince nel 1962 il primo premio IN/ARCH dell'Istituto Nazionale di Architettura per l'edificio Fantini in via Pasolini a Ravenna.
Per il palazzo progettato in via Gradisca a Ravenna nel 1963 è paragonato dalla rivista Inglese «Architectural Record» a Gino Valle e a Oswald Mathias Unger.
Nel 1970-'71 vince il concorso internazionale per la progettazione della sede italiana della multinazionale Johnson Wax, ad Arese.

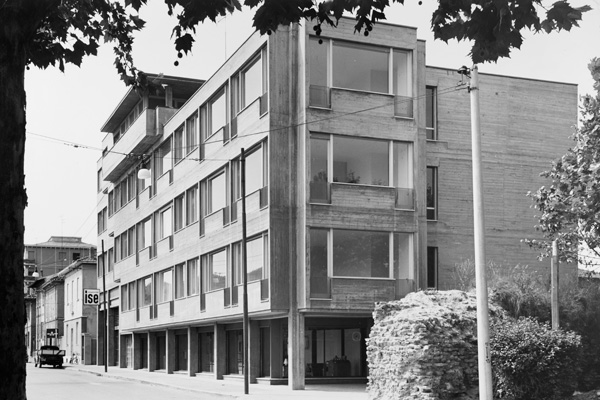
Edificio in via Gradisca, Ravenna, progettato da Epaminonda Ceccarelli

Negli anni Settanta è consulente progettuale per la Ferrari nel reparto Formula 1, viene chiamato dall'ingegnere Forghieri delle Scuderie Ferrari per collaborare alle prime carrozzerie in kevlar e carbonio.
L'attività progettuale di Ceccarelli non si limita alle imbarcazioni e agli edifici civili, ma collabora anche con aziende di settore per i disegni di mobili, gioielli e lampadari in vetro.
Negli ultimi anni della sua carriera opera nel settore del recupero urbano di aree industriali per l'Enichem del gruppo ENI a Ravenna, Portogruaro, Falconara, Barletta. Si è impegnato per la valorizzazione della zona Darsena di Ravenna e per la salvaguardia degli edifici di archeologia industriale.
Muore a Cesena il 24 novembre 2011 per poi essere sepolto nel cimitero di Ravenna, in una tomba da lui disegnata.

## Opere
- Due edifici a Ravenna, estratto da "L'Industria Italiana del Cemento", anno XXXIV, n.3, marzo 1964
- Sulla tecnologia del calcestruzzo a faccia a vista, estratto da "L'Industria Italiana del Cemento", anno XXXVIII, aprile 1968
- La rivitalizzazione della Rocca, in La Rocca Brancaleone a Ravenna, a cura di Gianpaolo Bolzani e Paolo Bolzani, edizione Esseggi, 1995